# Maków Mazowiecki

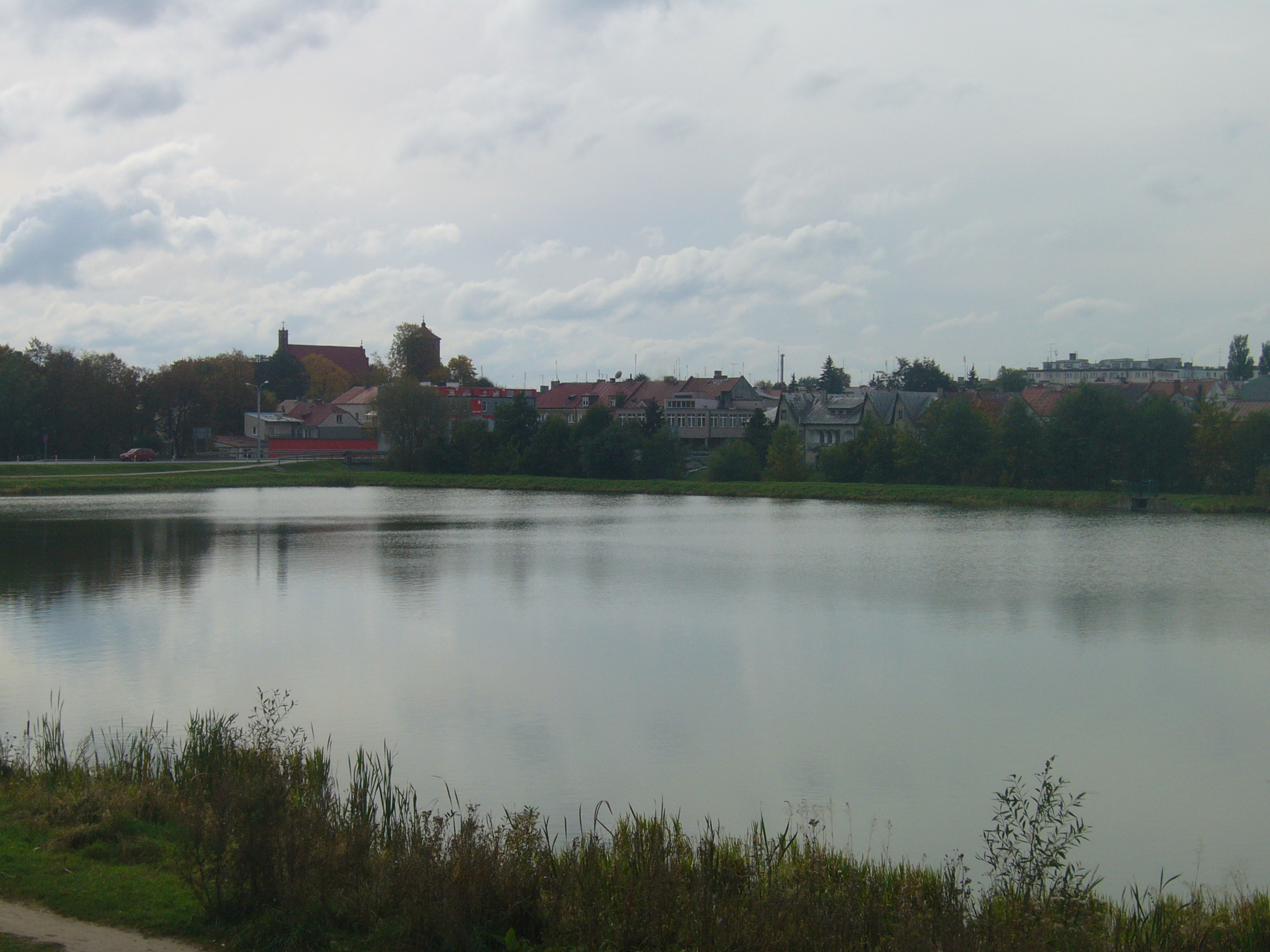
Maków Mazowiecki (Stadtzentrum)

Maków Mazowiecki (polnisch bis 1928 Maków nad Orzycem, deutsch Makow, 1941–1945 Mackeim) ist eine Stadt und Sitz der gleichnamigen Stadtgemeinde im Powiat Makowski der Woiwodschaft Masowien in Polen.

## Geographie
Die Stadt liegt am Orzyc (Orschütz), einem Nebenfluss des Narew. Sie hat eine Flächenausdehnung von 10,30 km². 58 % des Stadtgebiets werden landwirtschaftlich genutzt, 9 % sind mit Wald bedeckt.

## Name
Zunächst hieß die Stadt Maków nad Orzycem (Maków über dem Orzyc) und Maków Łomżyński. Seit 1928 heißt sie Maków Mazowiecki. Während der deutschen Besatzung von 1941 bis 1945 wurde sie in Mackeim umbenannt.

## Geschichte
- Karte mit allen Koordinaten der genannten Orte und Gebäude:
- OSM |
- WikiMap

### Bis 15. Jahrhundert
Die Gegend um Maków Mazowiecki war schon in sehr früher Zeit besiedelt. Dies zeigen Funde von frühmittelalterlichen Siedlungsresten und Friedhöfen im Orzyc-Tal. An der Straße zum Dorf Grzanka wurden Siedlungsreste entdeckt. Auf dem linken Ufer des Orzyc existierte eine befestigte Burg. Die erste schriftliche Erwähnung findet sich in der Mogilno-Fälschung. Diese gab sich als Urkunde von 1065 aus, stammte aber in Wirklichkeit aus dem 12. Jahrhundert. In dieser Urkunde wurde Maków Mazowiecki als eine der wichtigsten Zollstellen des orberen Orzyc genannt.
1421 erhielt Maków Mazowiecki von Janusz I. Starszy das Stadtrecht. Die Einnahmen aus den Marktgebühren konnten für die Entwicklung der Stadt genutzt werden.

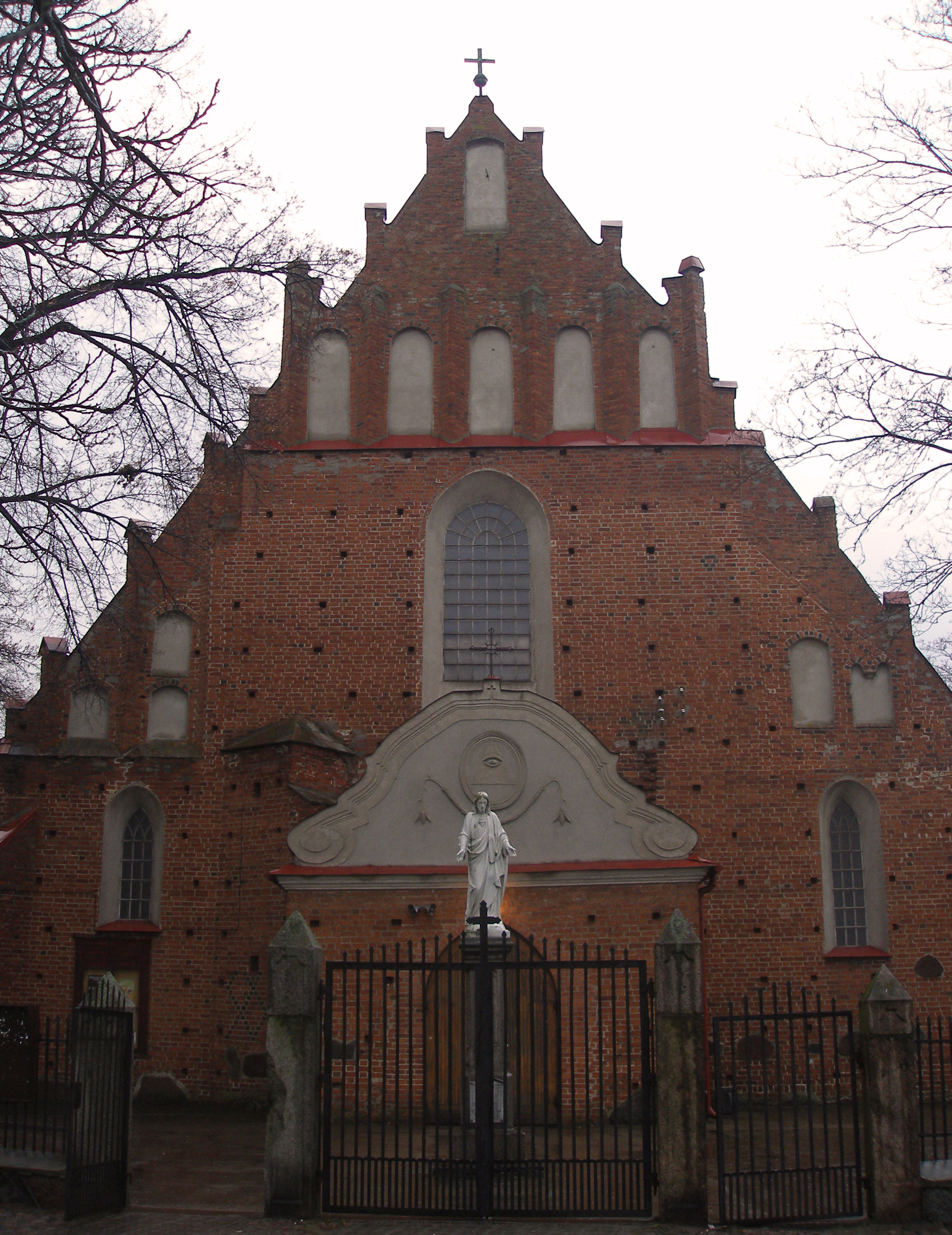
Fronleichnamskirche

Schon im 15. Jahrhundert gab es eine gemauerte Fronleichnamskirche⊙ und ein Pfarrhaus. Um die Kirche herum befand sich ein Friedhof. Im 19. Jahrhundert verboten die Behörden die Bestattung der Toten um Kirchen und innerhalb von Ortschaften. Der Friedhof wurde nun zunächst auf den Platz des alten Friedhofs⊙ verlegt, wo sich heute das Nationaldenkmal befindet. Später wurde er noch weiter nach außerhalb der Stadt⊙ verlegt, wo er sich noch heute befindet.
Die ursprüngliche Stadt befand sich auf dem rechten Ufer des Orzyc. Der Fluss bildete ihre Ostgrenze. Die Stadtgrenzen bildeten die heutige ul. Franciszkańskiej⊙ im Norden, die ul. Przasnyskiej⊙ und die ul. Moniuszki⊙ im Westen. Das südlichste Gebäude der ursprünglichen Stadt war die Fronleichnamskirche.
Maków Mazowiecki war eine offene Stadt, d. h. sie war nicht von einer Stadtmauer oder anderen Verteidigungsanlagen umgeben. Die heutige ul. Kościuszki⊙ hieß noch im 18. Jahrhundert Brückenstraße, was darauf hindeutet, dass sich in ihrer Verlängerung eine alte Brücke über den Orzyc befand.

### 16. und 17. Jahrhundert
Im 16. Jahrhundert gewann Maków Mazowiecki an Bedeutung. Es war Sitz eines Starosts an dem Stadt- und Landgerichte abgehalten wurden. Großen Reichtum verdankte die Stadt dem Transithandel nach Litauen. Pelze, Leder, Wachs wurden nach Westen transportiert und gehandelt, Stoffe, Schmuck und Weine nach Osten. Außerdem wurden Getreide, Holz und andere Forstprodukte gehandelt.
Durch Kriege mit Schweden, Russland und der Türkei erlebte Maków Mazowiecki im 17. Jahrhundert einen Niedergang. Truppeneinmärsche und ein großer Stadtbrand 1624 zerstörten die Stadt vollständig und führten zu großer Armut. 1660 hatte die Stadt nur noch 150 Einwohner.
Neben Bauern gab es in Maków Mazowiecki Metzger und Brauer. Durch die in Maków Mazowiecki lebenden Juden entwickelte sich das Schneiderhandwerk. Die Armee wurde mit in Maków Mazowiecki genähten Schuhen versorgt, was der Schuhmacherzunft ein hohes Ansehen verschaffte.

### 18. und 19. Jahrhundert
Im 18. Jahrhundert wuchs die Einwohnerzahl und der Wiederaufbau der Stadt schritt voran. 1792 lebten 2624 Menschen in Maków Mazowiecki, 1168 davon waren Juden. Es gab 59 Händler und Kaufleute, 40 Bauern, 32 Schneider, 24 Schuhmacher, 17 Kürschner, 12 Gastwirte, 11 Bäcker, 10 Schmuggler, 6 Schmiede und Tischler, 5 Töpfer, 4 Metzger, Gerber, Tischler, Stellmacher und Goldschmiede, 3 Chirurgen und Schlosser, 2 Küfer, Musiker, 2 Hebammen, einen Kesselschmied und einen Glaser.
Im 19. Jahrhundert kam es durch die Napoleonischen Kriege (1792–1815) in Maków Mazowiecki zu weiteren Zerstörungen. Die französische Armee richtete in der Fronleichnamskirche eine Militärbäckerei ein.
Nach der dritten Teilung Polens gehörte Maków Mazowiecki von 1795 bis 1807 zur Provinz Neuostpreußen und damit zum Königreich Preußen.
Beim Friede von Tilsit fiel Maków Mazowiecki 1807 an das Herzogtum Warschau unter Herzog Friedrich August I. (Sachsen); bis 1815.
Seit dem Wiener Kongress 1815 gehörte Maków Mazowiecki zu Kongresspolen (Königreich Polen) unter russischer Herrschaft; bis 1916.
1837 wurde die Fronleichnamskirche auf Initiative von Pfarrer Ignacy Wielgolawski renoviert und wieder in Betrieb genommen. Ein Denkmal des Pfarrers befindet sich auf dem Kirchhof.
1867 wurde der Bezirk Maków gegründet. Außer Maków Mazowiecki gehörten zum Bezirk die Städte Różan und Krasnosielc und die Gemeinden Karniewo, Krasnosielc, Perzanowo, Płoniawy, Sielc, Sieluń, Smrock und Sypniewo.

### 20. Jahrhundert bis 1939

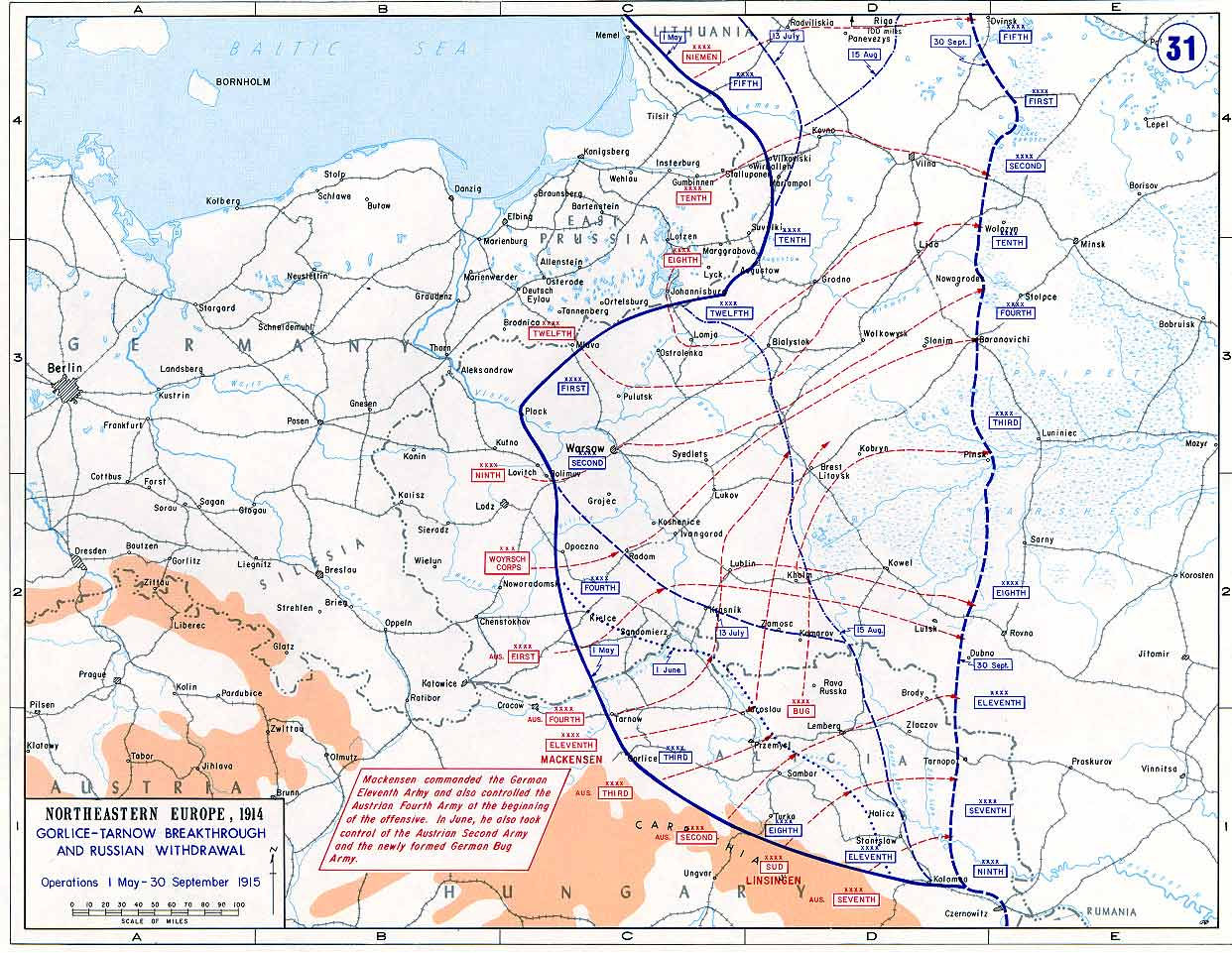
Rückzug der russischen Truppen zwischen Mai (blaue Frontlinie) und September 1915 (blau gestrichelte Frontlinie)

1914, bei Ausbruch des Ersten Weltkrieges konnte zunächst Russland Teile Ostpreußens erobern und die Front weit nach Westen verschieben. Nach der Schlacht bei Gorlice-Tarnów musste sich die russische Armee zurückziehen. Aus dem vorher russischen Herrschaftsbereich gelangte dadurch das polnische Gebiet, und damit auch Maków Mazowiecki, unter deutsche Besatzung.
Die Deutschen elektrifizierten Maków Mazowiecki und die umgebenden Ortschaften. Sie bauten 1916 eine Schmalspurbahn von Mława nach Maków Mazowiecki, die bis heute (2021) in Betrieb ist. Außerdem statteten sie die ganze Region mit einem Telefonnetz aus. Dieses wurde ab 1920 auch für zivile Zwecke von Privatpersonen genutzt. Natürlich hatten diese Maßnahmen militärische Zwecke (schnelle Verlegung von Truppen mit der Bahn, gute Kommunikation zwischen den Truppenteilen per Telefon). Sie kamen aber trotzdem auch der Entwicklung der Region zugute.
Am 5. November 1916 gründeten die Mittelmächte das Regentschaftskönigreich Polen in dem Maków Mazowiecki lag. Das Regentschaftskönigreich Polen bestand aus Kongresspolen (vorher unter russischer Herrschaft) und dem Weichselland. Als am 11. November 1918 die Zweite Polnische Republik gegründet wurde, verließen die Deutschen Maków Mazowiecki.
Am 19. Dezember 1919 fanden die ersten freien Wahlen zum Stadtrat in Maków Mazowiecki statt. Der Stadtrat bestand aus: Stanisław Artyfikiewicz – Bürgermeister, Antonii Wardaszko – Vizebürgermeister und zwei Juroren: Florian Sobieski und Abram Hilel Szejnberg. Die jüdische Bevölkerung hatte zahlreiche Vertreter im Stadtrat. Sie machte die Mehrheit der gesamten Bevölkerung von Maków Mazowiecki aus.
1925 wurde ein Wasserkraftwerk am Fluss Orzyc gebaut, das noch heute (2021) in Betrieb ist. Ab 1928 erhielt die Stadt ihren heutigen Namen Maków Mazowiecki.
Die Stadt lebte im Wesentlichen von Handel und ländlichen Betrieben. Neben vielen kleinen Handwerksbetrieben gab es drei größere Mühlen und zwei Gerbereien. Es gab zwei Banken und eine Sparkasse, zwei Konsumgenossenschaften, ein Badehaus, einen Schlachthof.

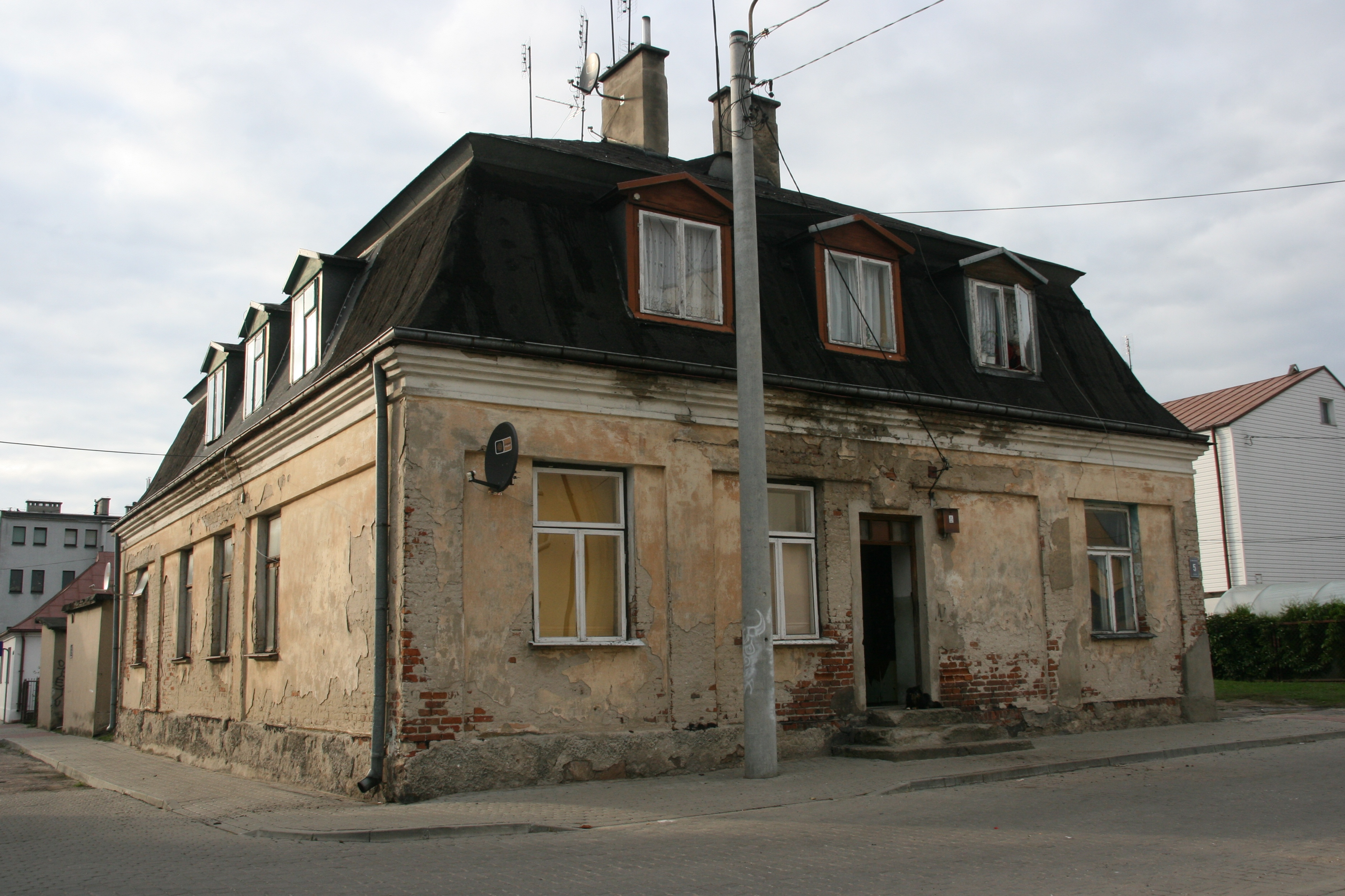
Synagoge

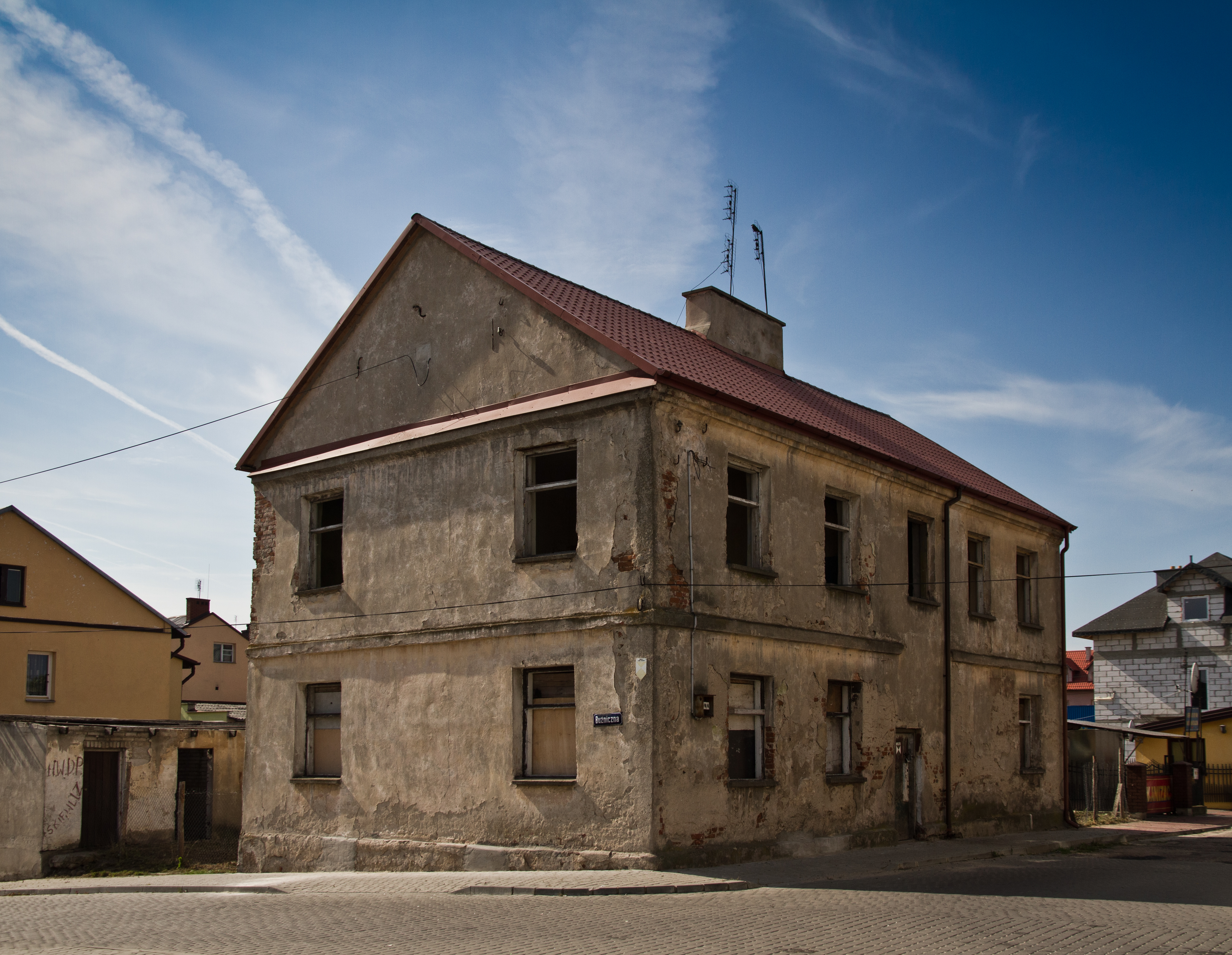
Gemeindehaus der Kehillah

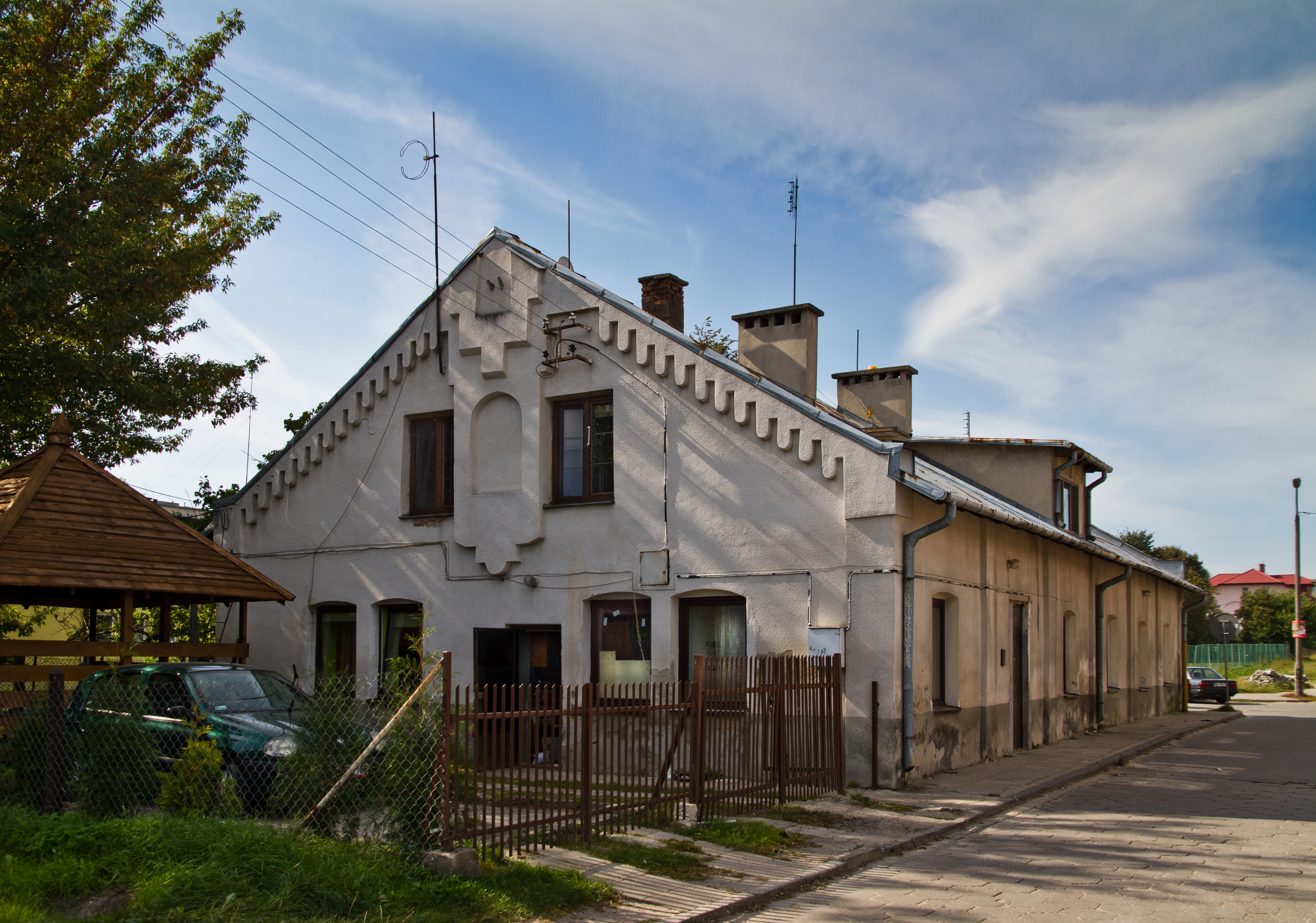
Mikwe

Es gab eine Grundschule für polnische und eine für jüdische Kinder. Kurze Zeit existierte auch ein Gymnasium mit 26 Abiturienten.
Die jüdische Gemeinde hatte außerdem noch zwei religiöse Schulen für Jungen. Außerdem hatte die jüdische Gemeinde eine alte Synagoge, die von 1717 bis 1928 genutzt wurde, eine Große Synagoge⊙, erbaut Anfang des 19. Jahrhunderts, von den deutschen Nationalsozialisten abgerissen, ein Gemeindehaus⊙, eine Mikwe⊙, einen alten⊙ und einen neuen⊙ jüdischen Friedhof. Auf dem alten jüdischen Friedhof steht heute ein Denkmal. Vom neuen jüdischen Friedhof sind keine Reste erhalten.

### Zweiter Weltkrieg
Nach dem Überfall auf Polen erreichten die deutschen Truppen bereits Anfang September 1939 Maków Mazowiecki.
Von 1939 bis 1945 war Makow, ab 1941 in Mackeim umbenannt, die Kreisstadt des Landkreises Mackeim. Er war völkerrechtswidrig Teil des neuen Regierungsbezirkes Zichenau der Provinz Ostpreußen.
In der Besatzungszeit bestand 1941 bis 1942 ein Ghetto für ca. 3500 Juden, die zur Ermordung in das Vernichtungslager Treblinka deportiert wurden. 48 Polen wurden von den Deutschen auf den Straßen der Stadt erschossen.
500 schwache und psychisch kranke Menschen wurden im Rahmen der Aktion T4 von den Deutschen in den Wald Wąski Las⊙ verschleppt und dort ermordet. Ungefähr 7 km östlich von Maków Mazowiecki auf der Südseite der Straße DK60 befindet sich an einem Waldweg ein Wegweiser zum Denkmal⊙ und 500 m weiter südlich liegt das Massengrab an der Stelle der Massenhinrichtungen mit einem Gedenkstein⊙.

### Ab 1945
Nach Ende des Zweiten Weltkrieges erholte sich Maków Mazowiecki nur langsam. Bis 1958 wurden 400 Häuser wieder aufgebaut und ein Wasser-, Abwasser- und Stromnetz eingerichtet. 1961 hatte Maków Mazowiecki 4843 Einwohner. Es gab eine Grundschule, eine Hauptschule, ein Städtisches Krankenhaus und einige kleine Industriebetriebe. Seit 1999 war Maków Mazowiecki Kreishauptstadt. In den Jahren 2014 bis 2020 wurde die Altstadt von Maków Mazowiecki mit großer finanzieller Unterstützung durch die Europäische Union restauriert.

## Einwohnerentwicklung, Anteil der jüdischen Bevölkerung
| Jahr | Einwohner | davon Juden | in Prozent |
| ---- | --------- | ----------- | ---------- |
| 1660 | 150       |             |            |
| 1765 |           | 431         |            |
| 1792 | 2624      | 1168        | 44,5 %     |
| 1808 | 2779      | 2007        | 72,2 %     |
| 1827 | 4541      | 4090        | 90,1 %     |
| 1857 | 5217      | 4231        | 81,1 %     |
| 1860 | 5455      | 4387        | 80,4 %     |
| 1864 | 5735      | 4606        | 80,3 %     |
| 1893 | 6082      | 4449        | 73,1 %     |
| 1897 | 6772      | 4414        | 65,2 %     |
| 1909 | 7556      | 4668        | 63,2 %     |
| 1910 | 8998      | 6131        | 68,2 %     |
| 1921 | 6198      | 3369        | 54,4 %     |
| 1931 | 6645      | 3683        | 55,4 %     |
| 1946 | 3000      |             |            |
| 1961 | 4843      |             |            |
| 1995 | 10.568    |             |            |
| 2000 | 9932      |             |            |
| 2004 | 9993      |             |            |
| 2008 | 9808      |             |            |
| 2011 | 10.262    |             |            |
| 2020 | 9575      |             |            |

## Persönlichkeiten

### Söhne und Töchter der Stadt
- Hyman Rickover (1900–1986), US-amerikanischer Admiral
- David Azrieli (1922–2014), israelisch-kanadischer Architekt, Unternehmer und Philanthrop
- Jerzy Gosiewski (* 1952), polnischer Politiker und Abgeordneter des Sejm (seit 2005)